# SecureDrop
SecureDrop es una plataforma de software de código abierto para la comunicación segura entre periodistas y fuentes. Originalmente fue diseñado y desarrollado por Aaron Swartz y Kevin Poulsen bajo el nombre DeadDrop.
Tras la muerte de Aaron Swartz, The New Yorker lanzó la primera versión de la plataforma el 15 de mayo de 2013 bajo el nombre de Strongbox. Posteriormente, la Freedom of the Press Foundation se hizo cargo de desarrollo de DeadDrop bajo el nombre SecureDrop, y una versión adicional de la plataforma fue lanzada por la revista Forbes en octubre de 2013 bajo el nombre SafeSource.

## Seguridad
SecureDrop utiliza la red de anonimato Tor para facilitar la comunicación entre alertadores, periodistas y organizaciones de noticias. Los sitios SecureDrop, por lo tanto, sólo son accesibles como servicios ocultos en la red Tor. Después de que un usuario visite un sitio web SecureDrop, se le asigna un nombre en clave generado aleatoriamente. Este nombre en clave se utiliza para enviar información a un determinado autor o editor a través de un servidor. Los periodistas de investigación pueden ponerse en contacto con el alertador a través del servicio de mensajería SecureDrop. Por lo tanto, el denunciante debe tomar nota de su código aleatorio.
El sistema utiliza servidores privados segregados que pertenecen a la organización de noticias. Los periodistas usan dos Memorias USB y dos ordenadores portátiles para acceder a los datos SecureDrop. El primer ordenador portátil accede a SecureDrop a través de la red Tor, el periodista utiliza la primera memoria para descargar los datos cifrados a través de Internet. El segundo ordenador portátil no se conecta a Internet, y es borrado durante cada reinicio del sistema. La segunda unidad contiene un código de descifrado. La primera y segunda memorias se insertan en el segundo ordenador portátil, y el material queda a disposición del periodista. El portátil se apaga después de cada uso.
La organización de noticias no registra ninguna información con respecto a la dirección del cargador es decir, ni la dirección IP, ni información sobre el equipo físico utilizado. El navegador no permite instalar cookies ni la incrustación de software de terceras partes. El anonimato no está garantizado, pero los creadores afirman que el sistema es más seguro que el correo electrónico.